# Вільгельміна Пруська

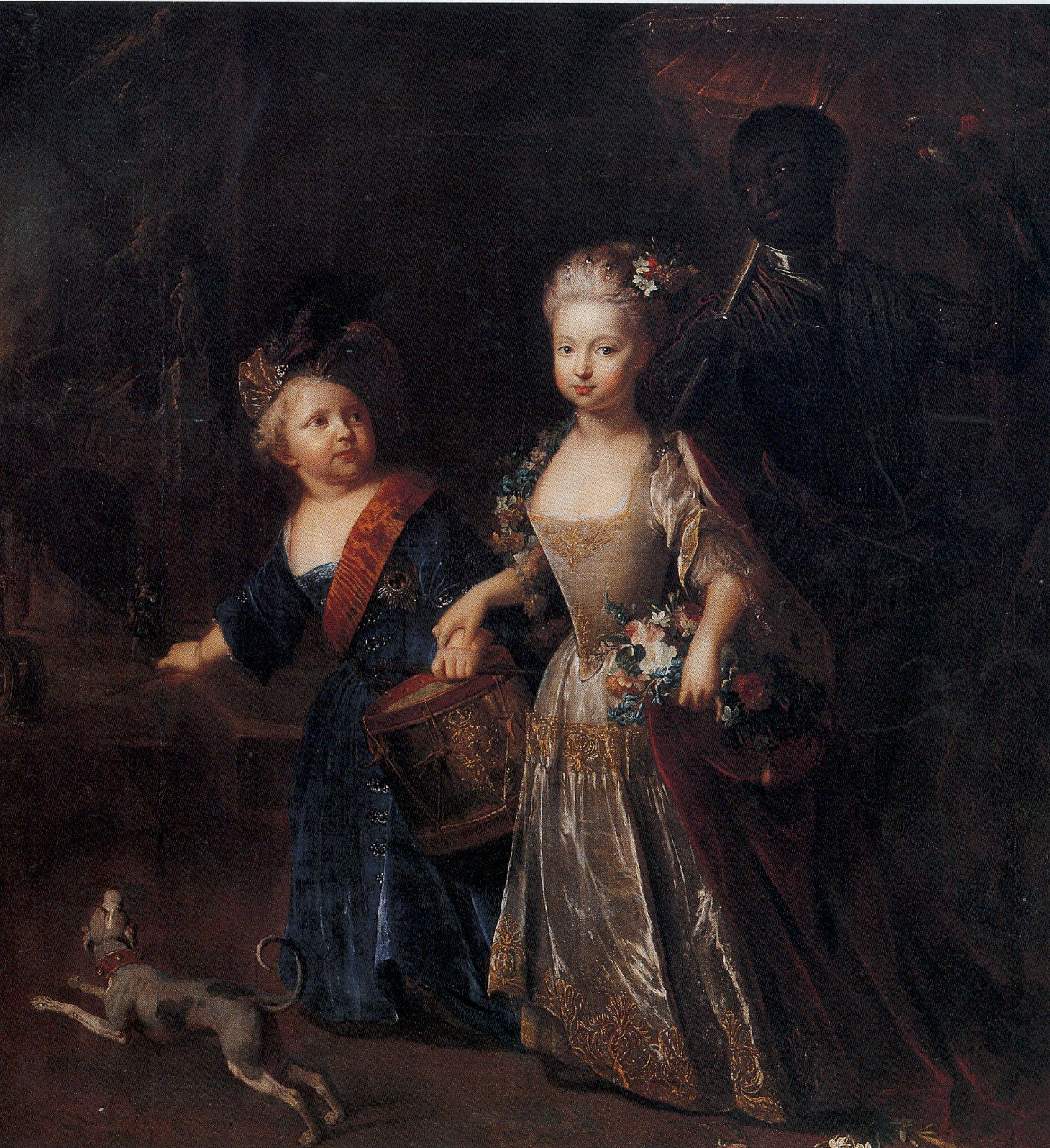
Принцеса Вільгельміна з братом Фрідріхом. Робота Антуана Пена

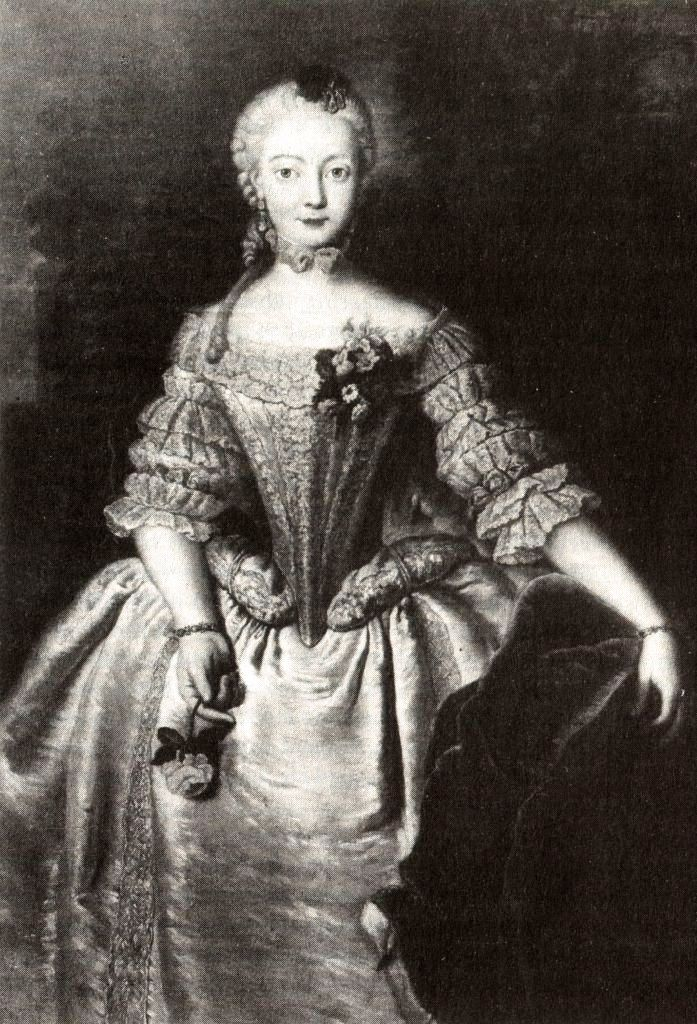
Вільгельміна у вінчальній сукні

Фрідеріка Софія Вільгельміна Прусська (нім. Friederike Sophie Wilhelmine von Preußen; 3 липня 1709, Потсдам—  14 жовтня 1758, Байройт) — старша донька прусського короля Фрідріха Вільгельма I та його дружини Софії Доротеї Ганноверської, улюблена сестра Фрідріха Великого, в шлюбі маркграфиня Байройтська.

## Життєпис
Хрещення Вільгельміни відбулося 12 липня. Її хресними стали монархи, присутні на зустрічі трьох королів 1709 року: король Польщі Август II і король Данії Фредерік IV.
Вільгельміна росла в спартанських умовах при дворі «короля-солдата», в домі, де не було любові і панували авторитарні методи виховання дітей. Спочатку в неї непогано складалися стосунки з батьком, що відображено в багатьох листах, надісланих нею батькові. Проте вона страждала від змін настрою короля-батька. З дитинства і до смерті Вільгельміну пов'язували дуже близькі стосунки з молодшим братом Фрідріхом, їх поєднувало загальне захоплення музикою і наукою. На кілька років ця незвичайна дружба була затьмарена суперечками навколо спадщини доньок генерала фон дер Марвіца, яка після весілля Вільгельміни фон дер Марвіц відійшла до ворожої Австрії.
У 35 років Вільгельміна докладно описала у своїх спогадах роки дитинства, проведені з вихователькою-італійкою сумнівного походження Леті: «Не проходило жодного дня, щоб вона не випробувала на мені силу своїх кулаків, що вселяють страх». Донька втікача італійського ченця Леті, яка виховувала Вільгельміну з трьох років, була красива собою, блискуча, кокетлива, але зла і підступна. Дівчинка страждала від неї майже так само, як і від батьків, які дедалі більше віддалялися один від одного та зривали власне невдоволення на дітях.
Вільгельміна пояснювала свої муки італійським походженням Леті, однак була й більш глибинна причина: італійка розташувала до себе двох міністрів короля — Фрідріха Вільгельма фон Грумбкова та князя Леопольда Ангальт-Дессауського, які налаштували батька Вільгельміни проти матримоніальних планів Софії Доротеї та її батька короля Георга I. Вільгельміна не мала кому розповісти про свої проблеми, і врешті-решт у неї навіть трапилися жовчні коліки, від яких її шкіра довгі місяці зберігала жовтий колір. Софія Доротея не звертала уваги на муки старшої доньки, поки вихователька принців мадам де Руколль прямо не заявила королеві про те, що від побоїв Вільгельміна колись перетвориться на інваліда. Після цього Леті була замінена на фрейляйн фон Зонсфельд, якій вдалося завоювати довіру дитини та стати на довгі роки довіреною особою Вільгельміни. Ще дитиною Вільгельміна стала розмінною монетою у битві політичних амбіцій її батьків. Її мати прагнула зміцнити родинні зв'язки з англо-ганноверським королівським домом і намагалася домовитися про заручини Вільгельміни зі своїм племінником Фрідріхом Людвігом Ганноверським, 15-м принцом Уельським, тоді як вірний імператору Фрідріх Вільгельм I вважав за краще зближуватися з Габсбургами.
Після невдалої втечі брата з Германом фон Катте батько запідозрив Вільгельміну у співучасті. Він погрожував їй ув'язненням у фортеці Шпандау та стратою брата. За вказівкою короля міністр Грумбков, пригрозивши відправити фрейляйн фон Зонсфельд до божевільні для падших жінок, зажадав від неї переконати вихованку і змусити її підкорятися наказам батька. Так Вільгельміна підкорилася матримоніальним планам Фрідріха Вільгельма I, який невдовзі вирішив видати її заміж за Фрідріха Бранденбург-Байройтського. Молодший за Вільгельміну на два роки, він спочатку призначався для молодшої сестри Вільгельміни Софії.
Вільгельміна вийшла заміж за Фрідріха, наслідного принца Байройтського князівства 20 листопада 1731 року. Незважаючи на те, що шлюб був укладений за розрахунком, перші роки сімейного життя пари були сповнені любовними почуттями. Після смерті свекра маркграфиня почала відігравати помітну роль в модернізації Байройта. Її активна участь у будівництві, відома як «Байройтське рококо», зберегла свій слід і досі. Перлиною цієї архітектури став збудований з нагоди весілля її доньки Єлизавети Фрідерики Софії Бранденбург-Байройтської  Маркграфський оперний театр в Байройті.
Заснований маркграфами Байройтським Університет імені Фрідріха очолив особистий лікар Вільгельміни Даніель де Супервіль, якого вона виміняла у свого батька за двох «високих хлопців». У його особистому листуванні знайшли мемуари маркграфині. Вона цікавилася проблемами наукового життя і листувалася на філософські теми з Вольтером.
Вільгельміна вдосконалювалася й у музиці. Майстерність гри на лютні прихильниці та учениці Сільвіуса Леопольда Вайса досягла досконалості. Під її опікою цей музичний інструмент пережив свій останній пік популярності. До свого двору Вільгельміна запрошувала найвідоміших лютністів. Написана нею опера «Аргенора» була поставлена до дня народження чоловіка в 1740 році. У сюжеті опери знайшли своє відображення складні стосунки Вільгельміни та її брата Фрідріха із батьком.
У наступні роки любов маркграфа до Вільгельміни згасла, і він узяв собі в коханки її першу придворну даму Вільгельміну фон дер Марвіц. Австрійські дипломати намагалися впливати на Пруссію через Байройтський двір. У вересні 1745 під час Другої сілезької війни Вільгельміна зустрілася з Марією Терезією і цим зашкодила своїм стосункам з братом.
У 1750 році Вільгельміна провела кілька тижнів у Пруссії і зустрілася в Потсдамі з відомими сучасниками: Вольтером, Мопертюї і Ламетрі. Востаннє Вільгельміна побачилася з братом у червні 1754 року. Після цього Фрідріх написав сестрі: «Ми залишаємо Вас, але з Вами залишається серце того, хто до кінця залишиться Вашим вірним слугою» .

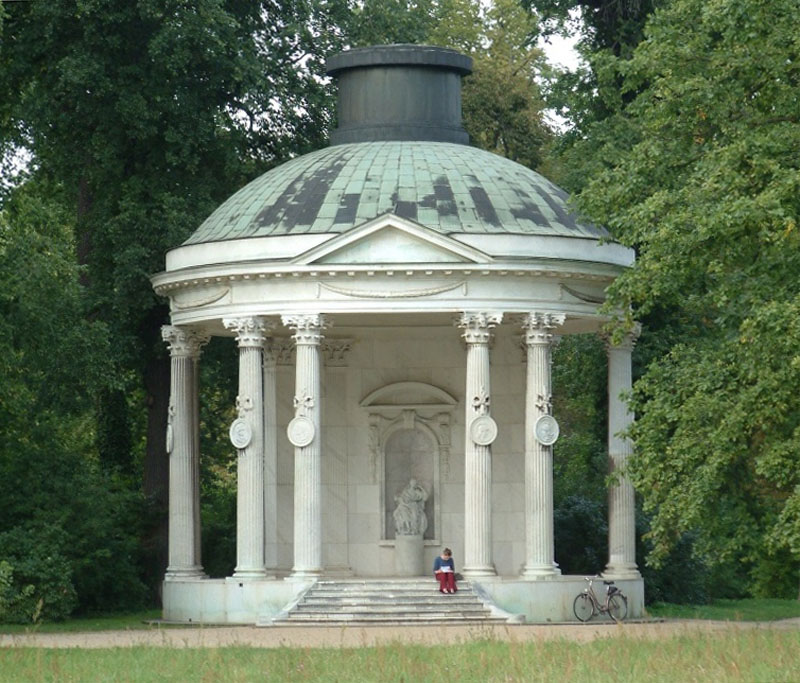
Храм дружби, зведений на згадку про сестру Фрідріхом II

Вільгельміна померла 14 жовтня 1758 року. В той же день її брат зазнав нищівної поразки в битві при Хохкірх, в якій загинув його друг фельдмаршал Джеймс Кейт. Через десять років після смерті сестри Фрідріх II збудував у парку Сан-Сусі Храм дружби, присвячений пам'яті Вільгельміни.

## Родина
Чоловік — Фрідріх III, маркграф Бранденбург-Байройтський
Діти:
- Єлизавета Фредеріка Софія (1732—1780) — Джакомо Казанова описував її як найкрасивішу дівчину Німеччини. Вийшла заміж за герцога Карла Ойгена Вюртемберзького. Через кілька років подружжя розійшлося, але не розлучилося, і Єлизавета повернулася до Байройту. Вона похована поряд із батьками в Байройтській придворній церкві.